# Battaglia di Neuwarp
La battaglia di Neuwarp (detta anche battaglia della laguna di Stettino o battaglia della Laguna Fresca) fu una battaglia combattuta tra Svezia e Prussia che ebbe luogo il 10 settembre 1759 nell'ambito della guerra dei sette anni. La battaglia si svolse nella laguna di Stettino, tra le città di Neuwarp ed Usedom.
Le forze navali svedesi consistevano in 28 vascelli e 2250 uomini al comando del capitano luogotenente Carl Rutensparre e di Wilhelm von Carpelan che distrussero la flotta prussiana composta da 13 vascelli e 700 uomini comandati dal capitano von Köller. La conseguenza della battaglia fu che la piccola flotta prussiana cessò de facto di esistere. La perdita della supremazia navale significò inoltre per i prussiani non poter mantenere a lungo il controllo sugli insediamenti di Usedom e Wollin che vennero pertanto invasi dagli svedesi.

## Antefatto
Allo scoppio del conflitto, la Svezia era guidata dal governo filofrancese del Hattpartiet che intendeva muovere guerra alla Prussia nella speranza di riconquistare i territori perduti a favore della Prussia in Pomerania e restaurare il controllo svedese lungo la foce del fiume Oder. Il cancelliere e leader dell'Hattpartiet, il barone Anders Johan von Höpken, inviò un esercito di 14 500 uomini a Stralsund, capitale della Pomerania svedese, al comando del feldmaresciallo Ungern-Sternberg, con la missione principale di catturare la città di Stettino (attualmente in Polonia), che per l'appunto controllava la foce dell'Oder.
Gli svedesi laciarono la prima offensva ma vennero respinti dall'esercito prussiano comandato dal maresciallo Lehwaldt. Ungern-Sternberg venne rimpiazzato dal conte von Rosen, il quale oltre a prendersi il rischio della guida delle armate svedesi in corso d'opera, rischiò egli stesso di rimanere bloccato a Stralsund. Ad ogni modo, l'offensiva russa nella Prussia occidentale costrinse Lehwaldt a lasciare la Pomerania svedese il 27 giugno 1758. La Svezia inviò dei rinforzi al nuovo comandante in capo, il conte Hamilton, che approfittò delle difficoltà dei prussiani per proseguire con la campagna militare. Per quanto le truppe prussiane nell'area fossero state pesantemente battute dai russi, continuavano a resistere tenacemente invece agli svedesi e le schermagli e gli scontri si susseguirono pur senza vincitori né vinti. Il conflitto prese quindi un risvolto marittimo quando i prussiani costruirono una flotta a Stettino, trasformando infelicemente dei pescherecci in navi da guerra. Informati di questi preparativi, gli svedesi decisero di distruggere questa flotta sul nascere.

## La battaglia
All'inizio di agosto del 1759, lo squadrone svedese al comando di Ruthensparre si mosse verso il fiume Oder, spostandosi poi verso la laguna di Stettino. L'8 agosto forzò le difese di Peenemünde e penetrò nella parte occidentale della laguna (chiamata popolarmente "piccola laguna"). Il 22 agosto gli svedesi vinsero un primo scontro contro la flotta prussiana capitanata da von Köller al largo di Anclam. Il 10 settembre, le due flotte si scontrarono nuovamente presso Neuwarp. Le navi svedesi, comandate da Wilhelm von Carpellan, erano disposte su quattro linee: nella prima si trovavano le più potenti (quattro galee armate con 13 cannoni ciascuna), poi cinque mezze galee, tre sloop e una nave incendiaria ed infine una linea di 13 cannoniere. Sul fronte prussiano, questi disponevano di quattro galeotte e quattro galee con 12 cannoni ciascuna oltre a cinque cannoniere. Una volta a portata di tiro, gli svedesi si posero su una singola linea. Ad ogni modo le tre mezze galee svedesi e nove cannoniere si portarono a sud. La battaglia si concluse con una pesante sconfitta dei prussiani che si trovarono con la maggior parte delle loro navi catturate o affondate, 600 prigionieri catturati dal nemico; gli svedesi contarono appena 13 morti e 14 feriti.

## Conseguenze
La vittoria garantì agli svedesi il controllo della laguna di Stettino, migliorata poi dalla cattura dell'isola di Wollin. Ad ogni modo, il loro principale obbiettivo, ovvero la città di Stettino, rimaneva nelle mani dei prussiani. I prussiani, per nulla piegati dalla sconfitta, ripresero la costruzione di una loro flotta. La battagli di Neuwarp si presentò quindi come una vittoria effimera per gli svedesi anche perché il ritiro dei russi dalla guerra nel 1762 li pose in una situazione difficoltosa. Realizzando infatti di non avere forze a sufficienza per battere quelle di Federico II di Prussia, gli svedesi proposero un accordo di pace che avrebbe riportato lo status quo ante bellum. Federico accettò la proposta e la formalizzò con la firma del trattato di Amburgo il 22 maggio 1762.

## Ordine di battaglia
- Svezia
  - Carlskrona, galea, 13 cannoni
  - Cronoborg, galea, 13 cannoni
  - Malmö, galea, 13 cannoni
  - Blecking, galea, 13 cannoni
  - Svärdfisk, mezza galea, 5 cannoni
  - Delphin, mezza galea, 5 cannoni
  - Cabilliou, mezza galea, 5 cannoni
  - Stor, mezza galea, 5 cannoni
  - 1 nave armata
  - 3 sloop
  - 13 cannoniere
- Prussia
  - Kœnig von Preussen, galeotta, 14 cannoni
  - Prinz von Preussen, galeotta, 14 cannoni
  - Kœnig Heinrich, galeotta, 14 cannoni
  - Kœnig Wilhelm, galeotta, 14 cannoni
  - Jupiter, galea, 11 cannoni
  - Mars, galea, 11 cannoni
  - Neptunus, galea, 10 cannoni
  - Merkurius, galea, 10 cannoni
  - 5 cannoniere